# قشلاق زينال العليا (مقاطعة بيله سوار)
قشلاق زینال العلیا (بالفارسية: قشلاق زینال علیا) هي منطقة سكنية تقع في إيران في قسم قشلاق الجنوبي الريفي. يقدر عدد سكانها بـ 27 نسمة .